# 阿波罗·大野
阿波罗·安东·大野（英語：Apolo Anton Ohno，1982年5月22日—），日裔美國人男子短道速滑运动员，出生于华盛顿州西雅图，8枚冬奥会奖牌得主，其中包括两枚金牌。